# 1380

## Починали
- 16 септември – Шарл V, крал на Франция